# Woerden (stacja kolejowa)
Woerden – stacja kolejowa w Woerden, w prowincji Utrecht. Stacja została otwarta w 1855. Posiada 2 perony.